# Moodle
Moodle (Aussprache: [/muːdl/]) ist ein freies Kursmanagementsystem und eine Lernplattform. Die Software bietet die Möglichkeiten zur Unterstützung kooperativer Lehr- und Lernmethoden.
Voraussetzung für die Installation sind PHP und ein Datenbanksystem, z. B. MySQL oder PostgreSQL, aber auch MariaDB oder MS SQL, alles relationale Datenbanken. Der Name Moodle war ursprünglich ein Akronym für Modular Object-Oriented Dynamic Learning Environment. Moodle hat einen hohen Verbreitungsgrad, was die über 186.000 registrierten Installationen mit über 340 Millionen Nutzern in 42 Millionen Kursen in 222 Ländern und autonomen Gebieten zeigen, die auf der Projektseite erfasst wurden (Stand Oktober 2022). Hierbei handelt es sich sowohl um Unternehmen, öffentliche Bildungseinrichtungen wie Schulen und Universitäten als auch um private Bildungsträger. Weltweit gibt es 103 autorisierte „Moodle-Partner-Unternehmen“, die Moodle professionell unterstützen, d. h., sie finanzieren die kontinuierliche Pflege und Weiterentwicklung des Programms. Im November 2015 nahm die Moodle User Association (MUA) ihre Arbeit auf. Sie verbindet Mitglieder und gibt ihnen eine Stimme zur Beeinflussung der Weiterentwicklung. In jedem Major Release wird in der Regel ein von der MUA finanziertes Projekt implementiert.

## Aufbau
Moodle stellt virtuelle Kursräume zur Verfügung. In diesen werden Arbeitsmaterialien und Lernaktivitäten bereitgestellt. Jeder Kurs kann so konfiguriert werden, dass nur angemeldete Teilnehmer diesen besuchen können, Gäste zugelassen sind oder zur Teilnahme ein Passwort erforderlich ist. Verschiedene Kursformate erlauben eine „wöchentliche Übersicht“, eine thematische Gliederung, ein zentrales Forum oder eine SCORM-Lerneinheit im Mittelpunkt.
Arbeitsmaterialien in Kursen sind Texte, Links und Dateien. Lernaktivitäten sind Foren, Test, Aufgabe, Lektion, Wiki etc. Die Anordnung von Arbeitsmaterialien und Lernaktivitäten erlauben unterschiedliche didaktische Szenarien, die einem instruktionalistischen oder konstruktivistischen Lernmodell folgen können.
Die Nutzer haben über ihnen zugewiesene Rollen im Kursraum oder für einzelne Aktivitäten unterschiedliche Rechte als Trainer/Dozent/Lehrer oder Teilnehmer/Student/Schüler. Das von der Mozilla Foundation betriebene Projekt der Open Badges eröffnet ab der Version 2.5 die Möglichkeit der Herausgabe von digitalen Leistungsnachweisen, den sogenannten Auszeichnungen. Inhaber solcher Auszeichnungen können diese über das Internet präsentieren, beispielsweise im E-Portfolio-System Mahara.

## Module
Zu den standardmäßig in Moodle enthaltenen Lernaktivitäten zählt beispielsweise die „Abstimmung“, die einer kleinen Umfrage entspricht, oder „Feedback“ zur Durchführung von Bewertungen („evaluations“). Mit einer „Aufgabe“ kann der Lehrende eine Übung vorgeben, die von Kursteilnehmern bearbeitet werden muss und dann als Text oder hochzuladende Datei termingerecht abzugeben ist. Dies können beispielsweise Ausarbeitungen, Präsentationen oder Berichte sein.
Neben den weiteren Kommunikationsmodulen wie Chat, Forum und dem Mitteilungssystem (Messenger) beinhaltet Moodle auch eine Wikifunktion, die das gemeinsame Arbeiten an Texten ermöglicht. Blogs können im System direkt betrieben werden. Ein Testmodul zur bewerteten Abfrage der Lernerfolge kann über diverse Fragetypen – wie z. B. Multiple-Choice, Zuordnung und freien Text – verwendet werden. Lernlektionen können direkt in Moodle angelegt werden. Zusätzlich lassen sich SCORM-Lerneinheiten einbinden. Kurse und Lerneinheiten können jedoch nicht in diesen Formaten exportiert werden, sondern nur zwischen Moodle-Systemen ausgetauscht werden. Die SCORM-Funktionalität wurde von ADL zertifiziert.
Moodle-Systeme können untereinander zum Austausch von Kursinhalten und zum übergreifenden Kurszugriff miteinander vernetzt werden. Seit Moodle 2.1 wird der IMS Learning Tools Interoperability-Standard (LTI) unterstützt. Damit können externe Inhalte und Aktivitäten nahtlos integriert werden.
Über die Standardmodule hinaus gibt es eine große Zahl optionaler Zusatzmodule. Die hohe Flexibilität in der Gestaltung des Kursraums findet ihre Ergänzung in einem frei gestaltbaren Rollen- und Rechtemodell und der visuellen Anpassbarkeit auf der Basis von Cascading Style Sheets (CSS).

### Zusatzmodule
Erweiterungsmodule, die nicht zum Standard-Installationsumfang von Moodle gehören, sind z. B. „Certificate“ (zum Erstellen von Teilnehmer-Zertifikaten als PDF-Datei), „Individual Learning Plan“ (ILP, dient der Erstellung individueller Lernpläne). Schnittstellen zu LiveClassRoom-Systemen können ergänzt werden. Circa tausend verfügbare Zusatzmodule können über die Moodle-Website heruntergeladen oder auch eingestellt werden – Moodle ermuntert ausdrücklich Programmierer, ihre eigenen Entwicklungen dem Projekt beizusteuern. Bei der Implementierung von Zusatzmodulen sollte man sich immer vergewissern, dass diese von der verwendeten Moodle-Version auch unterstützt werden.

## Geschichte

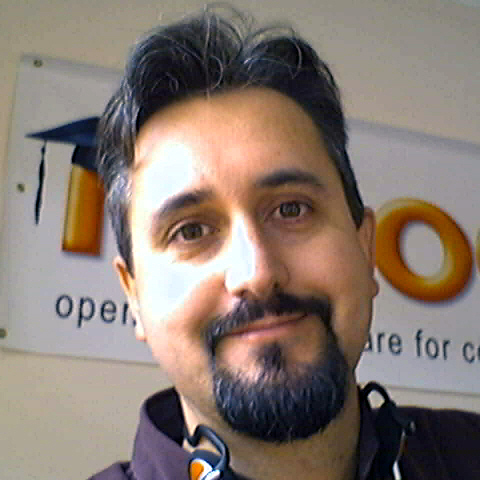
Moodle-Entwickler Martin Dougiamas

Moodle wurde seit 1999 von Martin Dougiamas (Australien) entwickelt. Ausgangspunkt war die Kritik an klassischen Lernplattformen, die ausschließlich als Materialverteilstationen dienten. Dougiamas hatte Informatik und später Pädagogik studiert. Er beschäftigte sich umfassend mit sozial konstruktivistischen Lernansätzen. Im Rahmen einer (nicht abgeschlossenen) Promotion entwickelte er eine neue Lernplattform: Moodle. Die erste Version wurde im August 2002 veröffentlicht.
Moodle 2.0 wurde am 24. November 2010 veröffentlicht. Bestehende Funktionalitäten wurden grundlegend überarbeitet (z. B. Kurssicherung, Editor, Designs, interne Dateiverwaltung) und eine Reihe neuer Funktionalitäten implementiert (u. a. externe Repositories, „Community Hubs“).
Moodle 3.0 wurde am 16. November 2015 veröffentlicht. Während Moodle 2.0 viele grundsätzliche Veränderungen enthielt, ist Moodle 3.0 das 'nächste halbjährliche Release' und enthielt vier neue Fragetypen für Tests. Moodle 3.5 im Mai 2018 setzte den Fokus auf die Einhaltung der neuen europäischen Datenschutzgrundverordnung (DSGVO) sowie verbesserte Bedienbarkeit und Barrierefreiheit. Moodle 3.6 im Dezember 2018 brachte weitere Neuerungen zum Datenschutz, neue Dashboard-Blöcke und Verbesserungen in Kursübersicht sowie bei Mitteilungen. Moodle 3.7 im Mai 2019 setzte den Fokus auf Verbesserungen von Forum und Barrierefreiheit. Mit Moodle 3.8 im Dezember 2019 wurde StudentQuiz integriert, eine neue Forumsansicht und Bewertung von Forumsbeiträgen bereitgestellt. Mit Moodle 3.9 im Juni 2020 wurden H5P und Safe Exam Browser integriert. Moodle 3.10 im November 2020 brachte die Download-Möglichkeit des gesamten Kursinhalts als zip-Datei und Verbesserungen des H5P-Inhaltsspeichers. Mit Moodle 3.11 im Mai 2021 gab es weitere Verbesserungen an H5P, Tests und Fragetypen sowie Aktivitätsabschluss.

## Nutzung an Schulen und Hochschulen
Die Nutzung von Moodle ist an Schulen und Hochschulen weit verbreitet. Neben schuleigenen Installationen bieten viele Bundesländer Moodle zentral für Schulen an, z. B. Bayern als „Mebis“ mit über 800.000 Nutzern, Berlin als „lernraum-berlin“, Baden-Württemberg als „DAKORA“ via BelWü-Webserver oder Landesbildungsserver, Hessen über den Bildungsserver, Nordrhein-Westfalen als „LOGINEO NRW LMS“, Niedersachsen über den Bildungsserver (NiBiS), Rheinland-Pfalz via „Lernplattform@RLP“ und seit 1. März 2021 via „SchulcampusRLP“, Saarland via „Online-Schule Saarland“ oder Landesinstitut für Pädagogik und Medien (LPM), Sachsen-Anhalt über den Bildungsserver, Sachsen über den Bildungsserver, Hamburg als „LMS Lernen Hamburg“. Darüber hinaus unterstützt moodleSCHULE e. V. beim Einsatz von Moodle an deutschen Schulen und bietet Kursräume zum Ausprobieren an.
Im Hochschulsektor wird Moodle an über 265 deutschsprachigen Hochschulen als zentrale Lernplattform genutzt, davon über 200 deutsche Hochschulen. Eine Addition deren Studierenden ergibt, dass Moodle für über 1,7 Millionen Studierende angeboten wird.
Im Zuge der COVID-19-Pandemie ab März 2020 wurde Moodle eines der Hauptportale zur Ausrichtung des Online-Unterrichtsangebots an deutschen Schulen während der Zeiten des Lockdowns und dem darin enthaltenen Schulbesuchsverbot.

## Sicherheit
Nutzer von Moodle, die ihr System haben registrieren lassen, erhalten sicherheitsrelevante Informationen automatisch und vorab. Damit haben sie die Möglichkeit, ihr System zu aktualisieren. Informationen hierzu werden in den Security Announcements veröffentlicht. Die Meldung von Sicherheitsproblemen erfolgt im Tracker. Sofern Einträge als „Serious security issue“ gekennzeichnet werden, werden sie nicht veröffentlicht, bevor das „security team“ diese geprüft hat.

## Datenschutz und Kritik
Verschiedene Anwender haben unterschiedliche Anforderungen an die Bereitstellung von Daten zur Nutzung der Kurse und des Lernfortschritts. Unternehmen müssen häufig die Durchführung und das Ergebnis von Pflichtschulungen nachweisen. An Hochschulen wird die Einsicht in studentische Aktivitäten durch Dozenten zum Teil sehr kritisch gesehen. Schulen achten sehr sorgfältig auf den Schutz der Daten minderjähriger Schüler. Standardmäßig gilt in Moodle eine Mündigkeit ab 16 Jahren. Da sich die Benutzer des Moodle-Systems personalisiert anmelden, besteht die Möglichkeit, Verhaltensprofile von ihnen anzulegen. Durch die Option der Kurs-Veranstalter, Einblick in die Präsenzzeiten („login“, „logout“) oder Zeitpunkte des Herunterladens von Materialien zu nehmen, können Benutzer überwacht werden. Zugleich benötigen Lehrer aber Informationen über die Schüleraktivitäten in den Kursen, um die individuelle Förderung zu gestalten. Moodle kann für die verschiedenen Einsatzzwecke über Einstellungen und Berechtigungen individuell angepasst werden, um die unterschiedlichen Situationen zu gestalten.